# Lucanus laminifer vitalisi
Lucanus laminifer vitalisi es una subespecie de Lucanus laminifer,  coleóptero de la familia Lucanidae.

## Distribución geográfica
Habita en Laos, Camboya y Vietnam.